# ال۱۱۵۷
ال۱۱۵۷ یک ستاره است که در صورت فلکی قیفاووس قرار دارد.